# 製紙用薬品
製紙用薬品（せいしようやくひん、英語: Papermaking chemicals）とは、製紙工業の製造過程において、効率を高めたり、不良を減らしたり、環境への影響を減らしたりし、また、製品の紙に強度、光沢、白さ、色、印刷のしやすさ、風合い、耐水性、難燃性、機能性などの特性や付加価値を与える目的で使用される工業薬品類の総称である。

## 概要
紙は紀元前2世紀までに前漢で発明されて以来、植物繊維に含まれるセルロースを水中に分散させ、それが脱水、乾燥される工程で水素結合によって紙力を発現するという基本原理に基づいて製造されている。紙の基本機能である「3W」（write：書く、wrap：包む、wipe：拭う）の効果を高めたり、それ以外の特殊な機能を与えて、価値を高める工夫は時代とともに続けられ、改良された技術が継承されてきた。
紙の製法が8世紀にイスラム世界に伝わると、小麦粉デンプンを加えてにじみを抑えるサイズ剤とすることが行われた。1851年には水酸化ナトリウム（苛性ソーダ）を用いて化学パルプを製造する方法が考案され、その後硫酸アルミニウムをパルプに加えて紙の水切れや歩留まりを良くして、効率的に抄紙する洋紙（酸性紙）製造技術が生まれた。また、松やにを精製して作るロジンを原料としたサイズ剤を硫酸アルミニウムで定着させる方法も広く使われた。しかし、1970年ごろから、このような酸性紙は残留する硫酸イオンによって50年を超えるような長期保存ができないことが問題となり、硫酸アルミニウムを使わず、石油を原料とした中性サイズ剤を使って製紙する方法が普及した。
また、同じく1970年代ごろから公害防止のために、排水中のBOD、COD、微細固形物を削減する取り組みが進められ、ポリアクリルアミドを歩留まり剤や凝集剤として使うことが広がった。用水を繰り返し使うことによって抄紙系内にアニオントラッシュと呼ばれる陰イオンの不純物が増え、また、森林資源保護の観点から古紙の利用率が上がることによって、古紙中に含まれる炭酸カルシウムや、付着した接着剤、粘着剤などに由来する樹脂性の異物が増え、これらによって発生する製造不良を抑制する薬品が開発された。
しかし、さまざまな製紙用薬品の併用は、十分にその効果を生かし、発泡、硫酸カルシウムによるスケール付着などの障害が出ないように添加量、順序、場所を考えながら非常に微妙な配合バランスを調整しながら行わねばならず、抄紙系内の電気伝導率、ゼータ電位、パルプ繊維の濾水性などを測定しながら使用することが必要となっている。

## パルプ化工程用薬品
蒸解剤
木材のチップを高温で煮ながら化学処理し、パルプにする蒸解剤（cooking aid）として亜硫酸ナトリウム、水酸化ナトリウムが、助剤としてアントラヒドロキノンが用いられる。これらの薬剤は回収、加工して再使用する。

## 漂白、着色工程用薬品
漂白剤
漂白剤（bleaching agent）としては、塩素、塩素酸ナトリウム、過酸化水素、水酸化ナトリウムなどが用いられる。オゾンによる漂白も可能であるが、費用などの理由により、実施している例は少ない。塩素類は使用削減方向にある。
染料 など
漂白しても黄色味を完全になくすことはできないので、染料（dye）、顔料（pigment）を加えて補色の青みを付けたり、蛍光増白剤（fluorescent brightener）を用いたりして、白くみえるような加工を施すこともある。また、色上質紙、クラフト紙、色ボール紙などでは、オレンジ色や黒色など、製品に色をつけて価値を高めることも行われる。

## 古紙処理工程用薬品
古紙に付着している印刷インクを除去するため、脱墨剤（だつぼくざい。deingking agent）とアルカリ液（alkali liquor）が使用される。アルカリ液には水酸化ナトリウムや炭酸ナトリウムが用いられる。
脱墨剤
溶解した古紙の繊維に付着している油性の印刷インクを泡として分離し、洗い落とす。脂肪酸を原料とした工業用石鹸を用いる国もあるが、一般的にはポリオキシエチレンアルキルエーテルやポリオキシエチレンアルキルフェニルエーテルなどの界面活性剤が用いられる。

## 抄紙工程用薬品
歩留向上剤
歩留剤（ぶどまりざい）ともいい、抄紙過程において、ワイヤー（抄き網）の上に残るパルプ繊維や鉱物系填料の割合（歩留まり）を向上させるために添加される薬品。主に硫酸アルミニウム、ポリアクリルアミドなどのポリマー類、デンプン類が用いられるが、カルボキシメチルセルロース（CMC）や無機のコロイダルシリカを加える方法もある。硫酸アルミニウムは安価で効果が高いが、紙中に残存する硫酸イオンによって紙の酸性度が高まり、長期保存時にはぼろぼろに劣化するなどの問題が生じることがあるため、用途によっては使用が避けられる。
濾水向上剤
濾水剤（ろすいざい。drainage aid）ともいい、抄紙工程において水切れを良くし、乾燥性を上げるために添加される薬品。ポリエチレンイミンやポリアクリルアミド（PAM）、カチオン化デンプンなどが用いられる。
紙力増強剤
紙力増強剤（strengthening agent）は、製品の紙に強度をもたせるために添加される。内添方式（内添法。internal）と表面方式（表面法。surface）とがあり、内添のものは湿潤紙力増強剤（wet strengthening agent）と乾燥紙力増強剤（dry strengthening agent）とに分けられる。湿潤紙力増強剤は、紙ナプキン、ティッシュペーパー、耐水段ボールなどが、濡れて水分を帯びた状態での強度を持たせるもので、尿素ホルムアルデヒド樹脂、メラミンホルムアルデヒド樹脂、ポリアミドポリアミンエピクロルヒドリン（PAE）、ポリビニルアミン（PVAm）などが用いられる。乾燥紙力増強剤は、通常の乾いた状態での紙の強度を上げるもので、カチオン化デンプンやカチオン性や両性のポリアクリルアミド系コポリマーの使用が一般的で、主に板紙、段ボール原紙（ライナー原紙、中芯原紙）などに用いる。表面方式は、印刷を施す白板紙などに用いることが多く、紙の表面に変性でんぷん、ポリアクリルアミド、ポリビニルアルコール（PVA）などを塗布またはスプレーで付着させる。多層を抄き合わせて厚みをもたせる板紙では、層と層の間にスプレーする場合もある。
粘剤
機械抄き和紙にはパルプ繊維を水中に分散させた状態を保ち、重ね合わせた紙の接着を防ぐ効果のあるトロロアオイなどの天然「ねり」（mucilage）に代わる合成粘剤（合成ねり）としてポリアクリルアミドなどが用いられる。
サイズ剤
サイズ（sizing agent、size）ともいい、紙に対してインクなど液体の浸透性を抑え、裏移りや滲みを防ぎ、ある程度の耐水性を与える目的で加えられる。疎水性基と親水性基を持ち、疎水性基を外側に向けて紙に疎水性をもたせる。内添方式と表面方式とがあり、いずれにも天然物と合成物とがあり、酸性紙用、中性紙用など使用条件が異なるものが製造されている。主なものとして、ロジン石鹸、アルキルケテンダイマー（AKD）、アルケニル無水コハク酸（ASA）、ポリビニルアルコール（PVA）などが用いられる。表面サイズ剤には酸化でんぷん、スチレン・アクリル共重合体（コポリマー）、スチレン・メタクリル共重合体などを用い、ゲートロールコーターや液膜転写によって紙に塗布する。礬水はこれの一種である。
かさ高剤
嵩高剤（かさだかざい。bulking agent）は印刷用紙の密度を減らし、容積を増やす目的で加えられる薬剤。パルプの減量、軽量化に対応しながら、不透明性や印刷性能を保つために、脂肪酸エステルエマルジョンなどの界面活性剤で、繊維表面を一部疏水化させることで効果を与え、濾水性も上げるが、一般的にサイズ剤の効果を落とす副作用がある。
填料
フィラー（filler）ともいい、紙に不透明性をもたせて裏抜けを防いだり、白色度、平滑性などをもたせるために配合または塗布される鉱物性の粉末。フィラーとも呼ばれる。主にタルク、カオリン（白土）、炭酸カルシウム、酸化チタン、硫酸バリウムなどが使われるが、近年では非晶性シリカ（ホワイトカーボン）の使用も増えている。また、有機系填料として尿素樹脂も使用されている。無機填料を主体にした「石の紙」(stone paper)を作る方法も実用化されている。

## 工程障害抑制用薬品
紙・パルプ工業において、泥状複合堆積物を「デポジット」と呼び、製紙の工程で様々な障害の原因となる。デポジットの中でも、微生物の繁殖により形成される粘着層を「スライム」、パルプ中に混入した接着剤や合成樹脂などを「ピッチ」と呼び、これらを除去するためにデポジットコントロール剤、スライムコントロール剤（防腐剤）、ピッチコントロール剤が使用される。このほか、消泡剤、凝結剤、凝集剤などが使われている。また、乾燥前に紙の水分を吸い取るフェルトに付着する樹脂などの汚れを落とす洗浄剤や、ヤンキードライヤーと呼ばれる筒状の加熱乾燥装置で紙を平滑に乾燥させた後、はがしやすくする張り付き防止剤（剥離剤）なども使われる。
スライムコントロール剤
スライム防止剤（slime controling agent）ともいい、微生物の殺菌効果、繁殖防止効果のある塩素、有機臭素化合物、有機硫黄化合物などが用いられる。
ピッチコントロール剤
ピッチコントロール剤（pitch controling agent）、ピッチ除去剤としては、界面活性剤、キレート剤、硫酸バンドなどが用いられている。
消泡剤
高速抄紙機ではロジンサイズ剤やポリアクリルアミド系紙力増強剤などの使用によって、抄紙系で泡が発生して、消える間がなく増える問題が起こる。このため、シリコン系などの消泡剤（defoaming agent）を加えて、すぐに泡が割れてなくなるようにする場合がある。
凝結剤
古紙や抄紙に使う水をリサイクルして使用することにより、陰イオンを持つ塩類などが抄紙系内に累積して、サイズ剤、紙力増強剤などの効果が出にくくなる。このため、これらを捕集して排出する凝結剤（coagulant）が使われることがある。

## 二次加工用薬品
塗工用薬品
紙の表面に白色の顔料を含んだ塗料液を塗布して、白色度をあげたり、平滑性、印刷適性を上げたり、耐水性を与えたりする加工を塗工という。アート紙、塗工白板紙などは塗工液（塗工カラー。coating color）が塗られている。抄紙直後に同一ラインで塗工を行って乾燥させる場合と、いったん乾燥させたロール紙にしてから、別途専用の装置で塗工し、再乾燥する場合とがある。顔料としては主にカオリン、炭酸カルシウムが用いられるが、熱可塑性があり、比重が小さい有機白色顔料を用いる例もある。顔料を紙に付着させるバインダー（binder）として、ブタジエンを主体とした合成ゴムラテックスが用いられる。塗料を安定して塗るための保水剤、改質剤としてでんぷん、カゼイン、カルボキシメチルセルロース（CMC）などが添加される。
撥水剤
紙コップ、ショッピングバッグ、紙箱などに撥水性をもたせるため、ワックスやステアリン酸、シリコン樹脂などの撥水剤（water repellent agent）が用いられる。
その他
感熱紙加工用薬品（感熱紙を参照）、感圧記録紙用薬品（ノーカーボン紙を参照）、難燃紙加工用薬品（難燃剤を参照）、剥離紙用薬品（剥離紙を参照）、導電剤、ティッシュペーパー、トイレットペーパーの柔軟剤、クレープ剤（しわ付け剤）などがある。

## 製造企業

### 日本
- 荒川化学工業 - サイズ剤、紙力増強剤、歩留向上剤、濾水剤 など
- ハリマ化成 - サイズ剤、紙力増強剤、歩留向上剤、濾水剤、撥水剤 など
- 星光PMC - サイズ剤、紙力増強剤、歩留向上剤、濾水剤、印刷適性向上剤、クレープ剤、スライムコントロール剤、防湿剤 など
- 三菱レイヨン - 粘剤、紙力増強剤、凝集剤
- 東邦化学工業 - サイズ剤、消泡剤、ピッチコントロール剤、耐水化剤、脱墨剤 など
- 日華化学 - 脱墨剤、かさ高剤、ドライヤー剥離剤、フェルト洗浄剤、柔軟剤、消泡剤 など
- ライオン・スペシャリティ・ケミカルズ - 脱墨剤、漂白助剤、消泡剤、分散剤、脱樹脂剤、撥水剤、導電剤、感熱紙用増感剤 など
- 花王 - 脱墨剤、かさ高剤、分散剤、フェルト洗浄剤、消泡剤
- 栗田工業 - スライムコントロール剤、凝集剤 など
- 旭化成 - 塗工バインダー用ラテックス
- 日本ゼオン - 塗工バインダー用ラテックス
- 田岡化学工業 - 湿潤紙力増強剤、印刷適性向上剤 など

### 欧米
- アッシュランド（米国） - サイズ剤、紙力増強剤、歩留向上剤、濾水剤 など
- ナショナル・スターチ（米国） - 変性でん粉
- ナルコ（米国） - スライムコントロール剤、歩留向上剤、サイズ剤 など
- BASF（ドイツ） - サイズ剤、歩留向上剤、顔料、染料、塗工バインダー用ラテックス など
- ケミラ（フィンランド） - サイズ剤、パルプ用薬剤
- エカ・ケミカルズ（アクゾノーベルの関連会社。スウェーデン） - サイズ剤、歩留向上剤
- ロケット（フランス） - 変性でん粉